# Krystal Thomas
Krystal Victoria Thomas (ur. 10 czerwca 1989 w Orlando) – amerykańska koszykarka występująca na pozycji środkowej.

## Osiągnięcia
Stan na 15 kwietnia 2019, na podstawie, o ile nie zaznaczono inaczej.

### NCAA
- Uczestniczka rozgrywek:
  - Elite 8 turnieju NCAA (2010, 2011)
  - Sweet 16 turnieju NCAA (2008, 2010, 2011)
  - turnieju NCAA (2008–2011)
- Mistrzyni:
  - turnieju konferencji Atlantic Coast (ACC – 2010, 2011)
  - sezonu regularnego ACC (2010, 2011)
- Defensywna zawodniczka roku ACC (2011 według Full Court Press)
- Zaliczona do III składu ACC (2011)
- Liderka ACC w zbiórkach (2011)

### WNBA
- Wicemistrzyni WNBA (2018)

### Inne
Drużynowe
- Wicemistrzyni Hiszpanii (2014)
- Zdobywczyni pucharu Hiszpanii (2014)

Indywidualne
(* – nagrody przyznane przez portale eurobasket.com, asia-basket.com)
- Zaliczona do składu honorable mention ligi*:
  - chińskiej (2013)[4]
  - tureckiej (2018)[5]

### Reprezentacja
- Mistrzyni świata U–19 (2007)